# Getafe Club de Fútbol B
Maillots
Actualités
Le Getafe Club de Fútbol B est un club de football espagnol fondé en 1983, situé à Getafe, dans la banlieue sud de Madrid. Il constitue l'équipe réserve du Getafe CF. Depuis la saison 2022-2023, il évolue en Segunda Federación, la quatrième division espagnole.

## Histoire
Le Getafe CF B a été fondé en même temps que l'équipe première, en 1983, atteignant la quatrième division pour la première fois 11 ans plus tard et étant relégué après une seule saison. En 1998, le club revient dans la catégorie, pendant trois ans et n'a jamais terminé plus haut que la 14e position.
Lors de la saison 2004-2005, alors que l'équipe première fait ses premiers pas en Liga, la réserve retourne au quatrième niveau, se stabilisant dans cette division les années suivantes. En 2010, après deux échecs aux barrages de promotion, le club est promu en Segunda División B pour la première fois de son histoire. Lors de sa première saison, le club atteint la 7e place sur 20 équipes. La saison 2011-2012 est légèrement moins bonne, puisque le Getafe CF B termine à la 8e position. Le club se maintient dans cette division jusqu'en 2016, année où le club termine à la dernière place (20e), synonyme de relégation. Lors de la saison 2018-2019, Getafe B devient champion du groupe 7 de la Tercera División. Lors de la saison suivante, le début de saison en Segunda División B est difficile, puisque le club ne remporte que 4 de ses 14 premiers matchs.

## Saison par saison
- En tant que Getafe Promesas

| Saison    | Niveau | Division   | Place | Copa del Rey |
| --------- | ------ | ---------- | ----- | ------------ |
| 1983-1984 | 9      | 3ª Cat. O. | 1er   |              |
| 1984-1985 | 8      | 3ª Cat.    | 1er   |              |
| 1985-1986 | 7      | 2ª Cat.    | 3e    |              |
| 1986-1987 | 6      | 1ª Cat.    | 1er   |              |
| 1987-1988 | 5      | Preferente | 5e    |              |

- En tant que Getafe CF B

| Saison    | Niveau | Division         | Place |
| --------- | ------ | ---------------- | ----- |
| 1990-1991 | 8      | 3ª Cat.          | 1er   |
| 1991-1992 | 7      | 2ª Cat.          | 1er   |
| 1992-1993 | 6      | 1ª Cat.          | 2e    |
| 1993-1994 | 5      | Preferente       | 2e    |
| 1994-1995 | 4      | Tercera División | 18e   |
| 1995-1996 | 5      | Preferente       | 5e    |
| 1996-1997 | 5      | Preferente       | 9e    |
| 1997-1998 | 5      | Preferente       | 1er   |
| 1998-1999 | 4      | Tercera División | 17e   |
| 1999-2000 | 4      | Tercera División | 14e   |
| 2000-2001 | 4      | Tercera División | 18e   |
| 2001-2002 | 5      | Preferente       | 6e    |
| 2002-2003 | 5      | Preferente       | 8e    |
| 2003-2004 | 5      | Preferente       | 1er   |
| 2004-2005 | 4      | Tercera División | 9e    |
| 2005-2006 | 4      | Tercera División | 4e    |
| 2006-2007 | 4      | Tercera División | 2e    |
| 2007-2008 | 4      | Tercera División | 5e    |
| 2008-2009 | 4      | Tercera División | 6e    |
| 2009-2010 | 4      | Tercera División | 3e    |

| Saison    | Niveau | Division              | Place |
| --------- | ------ | --------------------- | ----- |
| 2010-2011 | 3      | Segunda División B    | 7e    |
| 2011-2012 | 3      | Segunda División B    | 8e    |
| 2012-2013 | 3      | Segunda División B    | 10e   |
| 2013-2014 | 3      | Segunda División B    | 14e   |
| 2014-2015 | 3      | Segunda División B    | 11e   |
| 2015-2016 | 3      | Segunda División B    | 20e   |
| 2016-2017 | 4      | Tercera División      | 6e    |
| 2017-2018 | 4      | Tercera División      | 2e    |
| 2018-2019 | 4      | Tercera División      | 1er   |
| 2019-2020 | 3      | Segunda División B    | 19e   |
| 2020-2021 | 3      | Segunda División B    | 19e   |
| 2021-2022 | 5      | Tercera División RFEF | 8e    |
| 2022-2023 | 5      | Tercera División RFEF | 3e    |
| 2023-2024 | 4      | Segunda Federación    | 4e    |
| 2024-2025 | 4      | Segunda Federación    | 5e    |
| 2025-2026 | 4      | Segunda Federación    |       |

- 8 saisons en Segunda División B (D3)
- 16 saisons en Tercera División / Segunda Federación (D4)
- 2 saisons en Tercera División RFEF (D5)